# Docteur Snuggles
Docteur Snuggles (Doctor Snuggles) est une série télévisée d'animation britannique et néerlandaise en treize épisodes de 25 minutes, créée par Jeffrey O'Kelly et diffusée à partir du 1er octobre 1979 sur NTS.
En France, la série a été diffusée à partir du 7 janvier 1981 sur TF1, et au Québec à partir du 6 septembre 1990 sur Canal Famille.

## Synopsis
Dans un pays magique, dans un cottage anglais dans la forêt, vit le vieux docteur Snuggles, un gentil bienfaiteur ami des animaux. Il passe la plupart de son temps à inventer des choses : un robot ménager (Mathilda), un mobile à vers, une machine pour restaurer les couleurs de l'arc-en-ciel, un gadget pour lutter contre la dépression, une lotion ignifuge et une machine à remonter le temps, entre autres inventions. Il se déplace à travers le pays très rapidement grâce à un parapluie parlant et un vaisseau spatial en bois. Le docteur Snuggles doit également faire face aux pouvoirs malveillants du magicien fou, le professeur Émeraude, qui est son ennemi juré.
Dans le monde bizarre de Doctor Snuggles, presque tous les objets et animaux sont animés, comme la grange, le blaireau Dennis, le grignoteur de souris, la rivière effrayante ou le robot Mathilde. Tous ont une forte personnalité et des caractéristiques humaines attachantes...

## Voix françaises
- Roger Carel : Docteur Snuggles
- Gérard Hernandez : Nobi la souris
- Micheline Dax : Mademoiselle Nette, Valérie Vinaigrette

 Source et légende : version française (VF) sur RS Doublage

## Épisodes
1. La Fabuleuse Mathilde Cache Bidon (The Fabulous Mechanical Mathilda Junkbottom)
2. L'arbre à sirop rêve de s'envoler (The Astounding Treacle Tree)
3. Le Professeur et le Sauvetage Miraculeux (The Spectacular Rescue of Miss Nettles)
4. L'Invraisemblable histoire de l'autochenille (The Unbelievable Wormmobile)
5. La Folle Course en ballon (The Sensational Balloon Race)
6. La Magie du diamant multicolore (The Magical Multicoloured Diamond)
7. Le Petite Rivière qui frissonnait de peur (The Remarkable Fidgety River)
8. L'Inquiétant Sortilège de Valérie Vinaigrette (The Fearful Miscast Spell of Winnie the Witch)
9. Le Curieux Dilemme de l'Ami Denis (The Extraordinary Odd Dilemma of Dennis the Badger)
10. Les Étonnants Pouvoirs de la boîte infernale (The Wondrous Powers of the Magic Casket)
11. Ces envahisseurs qui n'avaient plus de planète (The Turn of Events with the Unwelcome Invaders)
12. Mais qui a fait disparaitre la Sorcière ? (The Great Disappearing Mystery)
13. Le Grand Combat de Sa Majesté Nobbie (The Amazing Reflective Myth)